# Rhynchoribates pocsi
Rhynchoribates pocsi är en kvalsterart som beskrevs av Sandór Mahunka 1986. Rhynchoribates pocsi ingår i släktet Rhynchoribates och familjen Rhynchoribatidae. Inga underarter finns listade i Catalogue of Life.